# Thibie
Thibie est une commune française, située dans le département de la Marne en région Grand Est.

## Géographie
| Pocancy  | Champigneul-Champagne | Saint-Pierre       |
| Germinon | Thibie                |                    |
| Vélye    | Cheniers              | Villers-le-Château |

Source du cours d'eau nommée Gironde qui continue à Saint-Pierre et Villers-le-Château pour se jeter en affluent de la rive gauche de la Marne à Saint-Gibrien, après 10 km (Chalette, Département de la Marne, dictionnaire des communes).
Transport : la commune est traversée par la route de Paris à Châlons-en-Champagne par Montmirail (ancienne nationale 3).

### Hydrographie
La commune est dans la région hydrographique « la Seine de sa source au confluent de l'Oise (exclu) » au sein du bassin Seine-Normandie. Elle est drainée par le Pisseleu,.

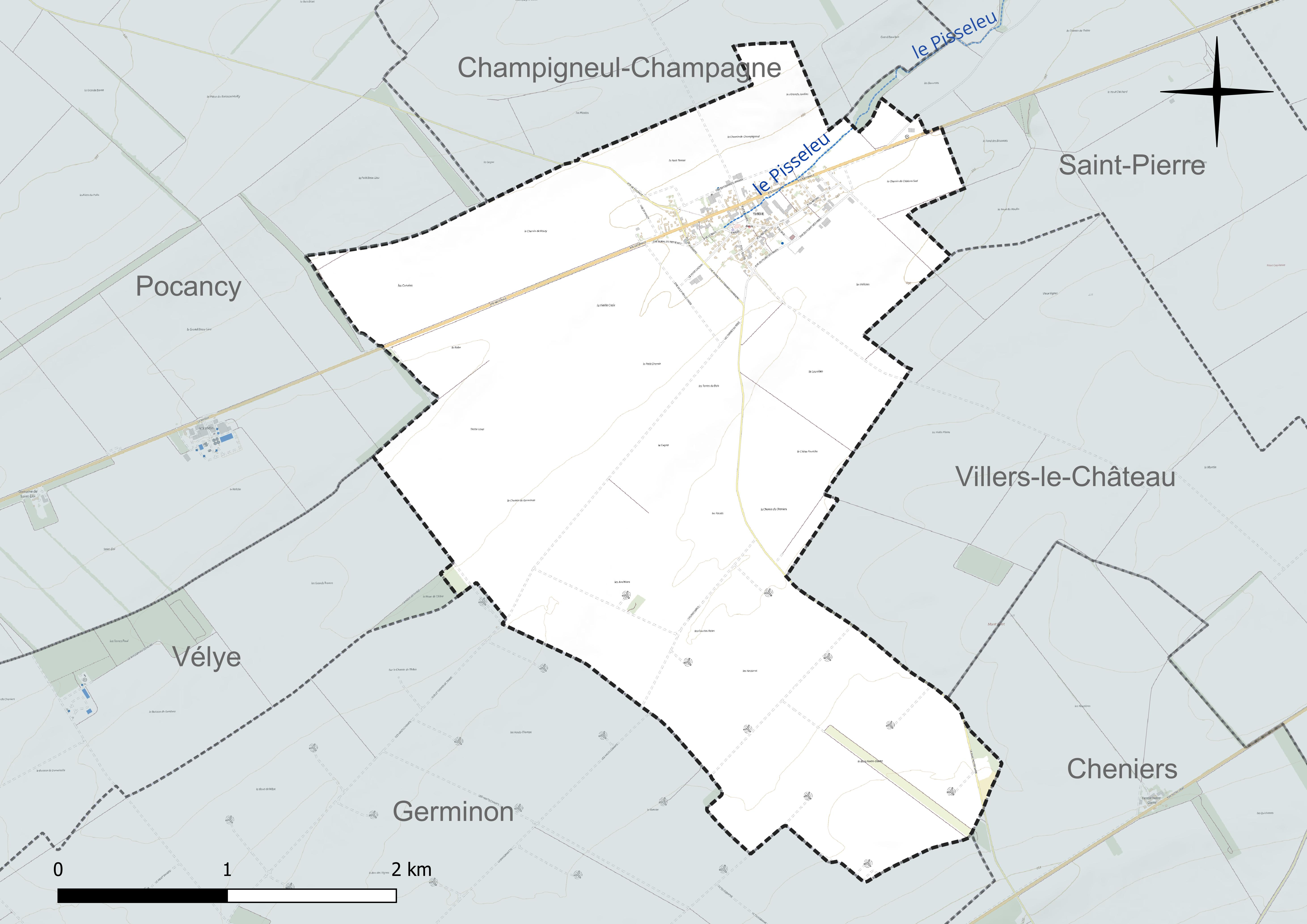
Réseau hydrographique de Thibie.

### Climat
Pour des articles plus généraux, voir Climat du Grand Est et Climat de la Marne.
En 2010, le climat de la commune est de type climat océanique dégradé des plaines du Centre et du Nord, selon une étude du Centre national de la recherche scientifique s'appuyant sur une série de données couvrant la période 1971-2000. En 2020, Météo-France publie une typologie des climats de la France métropolitaine dans laquelle la commune est exposée à un climat océanique altéré et est dans la région climatique  Nord-est du bassin Parisien, caractérisée par un ensoleillement médiocre, une pluviométrie moyenne régulièrement répartie au cours de l’année et un hiver froid (3 °C). 
Pour la période 1971-2000, la température annuelle moyenne est de 10,4 °C, avec une amplitude thermique annuelle de 15,8 °C. Le cumul annuel moyen de précipitations est de 664 mm, avec 11,6 jours de précipitations en janvier et 8,1 jours en juillet. Pour la période 1991-2020, la température moyenne annuelle observée sur la station météorologique de Météo-France la plus proche, « Fagnières-Inra », sur la commune de Fagnières à 8 km à vol d'oiseau, est de 11,2 °C et le cumul annuel moyen de précipitations est de 632,3 mm. 
La température maximale relevée sur cette station est de 41,8 °C, atteinte le 25 juillet 2019 ; la température minimale est de −21 °C, atteinte le 6 janvier 1985,,. 
Les paramètres climatiques de la commune ont été estimés pour le milieu du siècle (2041-2070) selon différents scénarios d'émission de gaz à effet de serre à partir des nouvelles projections climatiques de référence DRIAS-2020. Ils sont consultables sur un site dédié publié par Météo-France en novembre 2022.

## Urbanisme

### Typologie
Au 1er janvier 2024, Thibie est catégorisée commune rurale à habitat dispersé, selon la nouvelle grille communale de densité à sept niveaux définie par l'Insee en 2022.
Elle est située hors unité urbaine. Par ailleurs la commune fait partie de l'aire d'attraction de Châlons-en-Champagne, dont elle est une commune de la couronne,. Cette aire, qui regroupe 97 communes, est catégorisée dans les aires de 50 000 à moins de 200 000 habitants,.

### Occupation des sols
L'occupation des sols de la commune, telle qu'elle ressort de la base de données européenne d’occupation biophysique des sols Corine Land Cover (CLC), est marquée par l'importance des territoires agricoles (95,9 % en 2018), une proportion sensiblement équivalente à celle de 1990 (96,1 %). La répartition détaillée en 2018 est la suivante : 
terres arables (95,9 %), zones urbanisées (4,1 %). L'évolution de l’occupation des sols de la commune et de ses infrastructures peut être observée sur les différentes représentations cartographiques du territoire : la carte de Cassini (XVIIIe siècle), la carte d'état-major (1820-1866) et les cartes ou photos aériennes de l'IGN pour la période actuelle (1950 à aujourd'hui).

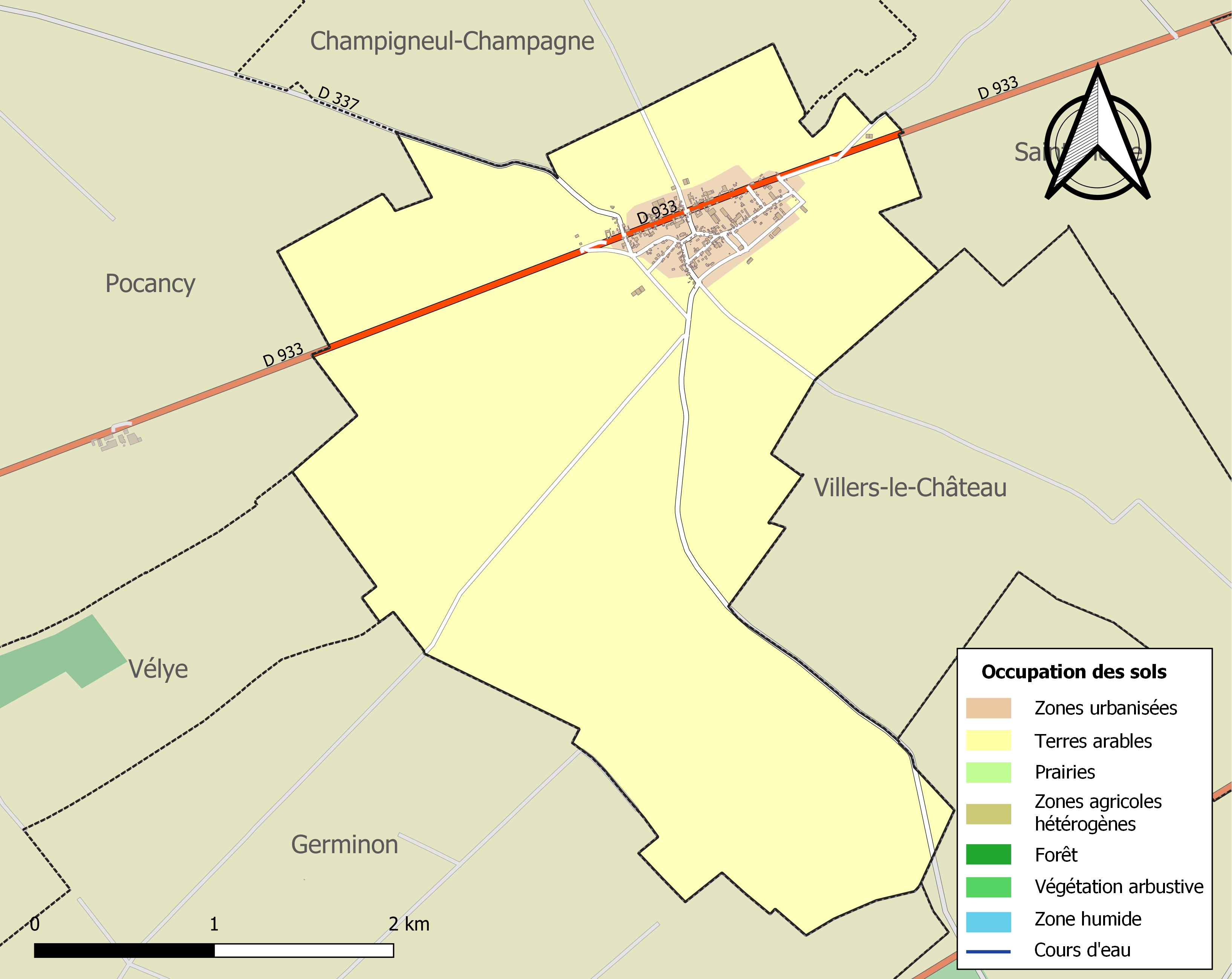
Carte des infrastructures et de l'occupation des sols de la commune en 2018 (CLC).

## Toponymie
Le nom de la localité est attesté sous les formes Thetbiacum (850) ; Tibiacum (1107) ; « Altare de Sancto Florio de Tebeia » (1131-1142) ; Thebeium (1153-1161) ; Tibeium (1153-1161) ; Thebeia (1164) ; Thibeium (1215) ; Thiebye (1254) ; Thiebie (1330) ; Thibie (1331) ; Thieby (1384) ; Thibiacum (1405) ; Thiby (1462) ; « Tibi lez Chaalons en Champaigne » (1475) ; Thibye (1484) ; Therie (1556) ; Tybye (1575) ; Tiby (1643).

## Histoire
Étymologie : Thetbiacum en 850, Tibiacum en 1107, Thebeium en 1153, Thiebye en 1254. Nom d'une personne germanique, Thiepo, iacum (désignant l'appartenance d'un domaine à un homme).
Un diplôme de Charles-le-Chauve confirme, en 850, le droit de dime à l'église cathédrale de Châlons dont la fabrique est devenue propriétaire au territoire de Thibie dès avant 1639, suivant titres de cette époque (Chalette, Département de la Marne, dictionnaire des communes).
La rédaction des cahiers de doléances fut effectuée à Thibie le 1er mars 1789, les signataires furent : F. Le Bonvallet, P. Hurpez, notable, J. Le Bonvallet, syndic municipal de Thibie, P. Blé, greffier municipal, P.-N. Blé, adjoint, N. Blé, J.-B. Huriez, adjoint.

## Politique et administration

### Intercommunalité
Conformément au schéma départemental de coopération intercommunale de la Marne du 15 décembre 2011, la commune antérieurement membre de la communauté de communes de Jâlons, est désormais membre de la nouvelle communauté d'agglomération Cités-en-Champagne.
Celle-ci résulte en effet de la fusion, au 1er janvier 2014, de l'ancienne communauté d'agglomération de Châlons-en-Champagne, de la communauté de communes de l'Europort, de la communauté de communes de Jâlons (sauf la commune de Pocancy qui a rejoint la communauté de communes de la Région de Vertus) et de la communauté de communes de la Région de Condé-sur-Marne,.

### Liste des maires
| Période | Période                      | Identité                 | Étiquette | Qualité                                                                                                 |
| ------- | ---------------------------- | ------------------------ | --------- | --- |
| An VIII | 1816                         | Cousinat Denis           |           | |
| 1816    | 1837                         | Bonvallet Symphorien     |           | |
| 1837    | 1876                         | Hurpez Georges           |           | |
| 1876    | 1900                         | Lebonvallet Jules-Victor |           | |
| 1900    | 1904                         | Pouillut Auguste         |           | |
| 1904    | 1947                         | Songy Albert             |           | |
| 1947    | 1965                         | Chaillot Georges         |           | |
| 1965    | 1983                         | Duval Georges            |           | |
| 1983    | 1995                         | Malotet Yves             |           | |
| 1995    | 2008                         | Daniel Collard           | DVD       | Agriculteur Conseiller général d'Écury-sur-Coole (1998 → 2015) Président de la CC de Jâlons ( ? → 2013) |
| 2008    | En cours (au 4 juillet 2014) | Hervé Perrein            |           | Réélu pour le mandat 2014-2020                                                                          |

## Curés
- 1891, abbé Coïon. Ce dernier fut condamné en 1891 pour exercice illégal de la médecine et de la pharmacie. Cf. Médecin des âmes, « La Lanterne » 25 avril 1891, p. 3.

## Démographie
L'évolution du nombre d'habitants est connue à travers les recensements de la population effectués dans la commune depuis 1793. Pour les communes de moins de 10 000 habitants, une enquête de recensement portant sur toute la population est réalisée tous les cinq ans, les populations de référence des années intermédiaires étant quant à elles estimées par interpolation ou extrapolation. Pour la commune, le premier recensement exhaustif entrant dans le cadre du nouveau dispositif a été réalisé en 2008.

En 2022, la commune comptait 292 habitants, en évolution de +1,04 % par rapport à 2016 (Marne : −1,19 %, France hors Mayotte : +2,11 %).
| 1793 | 1800 | 1806 | 1821 | 1831 | 1836 | 1841 | 1846 | 1851 |
| ---- | ---- | ---- | ---- | ---- | ---- | ---- | ---- | ---- |
| 251  | 196  | 210  | 242  | 262  | 277  | 308  | 330  | 320  |

| 1856 | 1861 | 1866 | 1872 | 1876 | 1881 | 1886 | 1891 | 1896 |
| ---- | ---- | ---- | ---- | ---- | ---- | ---- | ---- | ---- |
| 297  | 284  | 263  | 253  | 265  | 268  | 226  | 220  | 223  |

| 1901 | 1906 | 1911 | 1921 | 1926 | 1931 | 1936 | 1946 | 1954 |
| ---- | ---- | ---- | ---- | ---- | ---- | ---- | ---- | ---- |
| 221  | 226  | 220  | 208  | 214  | 214  | 220  | 213  | 221  |

| 1962 | 1968 | 1975 | 1982 | 1990 | 1999 | 2006 | 2008 | 2013 |
| ---- | ---- | ---- | ---- | ---- | ---- | ---- | ---- | ---- |
| 219  | 251  | 262  | 293  | 278  | 277  | 266  | 263  | 281  |

| 2018 | 2022 | - | - | - | - | - | - | - |
| ---- | ---- | - | - | - | - | - | - | - |
| 292  | 292  | - | - | - | - | - | - | - |

## Lieux et monuments

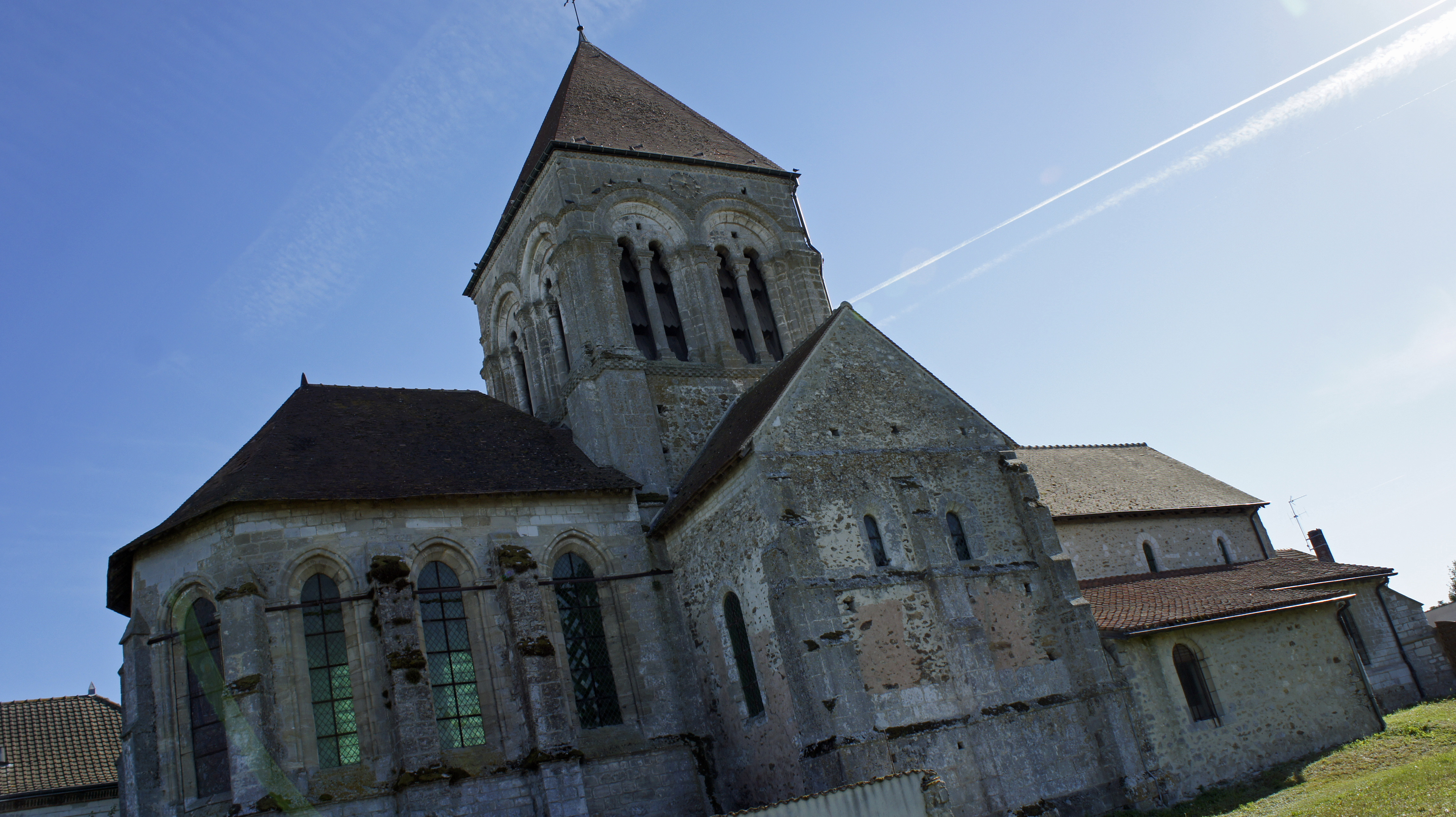
La nef et la tour de l'église Saint-Symphorien.

- Église à nef romane, voûtes d'ogives du XVIe siècle, belle tour, classée Notice no PA00078781, sur la plateforme ouverte du patrimoine, base Mérimée, ministère français de la Culture et construit aussi au XIIe siècle.